# Football Club Challans
 (mars 2024).
Si vous disposez d'ouvrages ou d'articles de référence ou si vous connaissez des sites web de qualité traitant du thème abordé ici, merci de compléter l'article en donnant les références utiles à sa vérifiabilité et en les liant à la section « Notes et références ».
Maillots
Actualités
Dernière mise à jour : 16 août 2024.
Le Football Club Challans, abrégé en FC Challans,  est un club de football français fondé en 2000 par la fusion du Sporting Club Challans et du Football Athlétic Club Challans, et situé à Challans en Vendée.
Le SC Challans est le club historique de la ville, ayant participé à cinq saisons de Division nationale du championnat de France amateurs dans les années 1960, puis à deux saisons de Division 3 dans les années 1970. Au moment de la fusion en 2000, le club est redescendu dans les divisions régionales inférieures.
Le FC Challans parvient à monter au niveau national 17 ans après la fusion en 2017 en atteignant le National 3, soit la 5e division.

## Résultats sportifs

### Palmarès
| Compétitions nationales | Compétitions régionales et départementales                                                                                |
|                         | - Championnat du Centre-Ouest (2) - Champion en 1962 et 1966 - Championnat de l'Atlantique (2) - Champion en 1969 et 1973 |
| Compétitions de jeunes  | |

- Champion régional Atlantique de football féminin[1] : 1974
- Vainqueur de la Coupe Atlantique de football féminin[2] : 1972
- Vainqueur de la Coupe Atlantique des jeunes[3] : 1974
- Vainqueur de la Coupe des Pays de la Loire masculin : 2022

### Parcours en Coupe de France
- 2008-2009: Élimination au 5e tour par Champtocé (DSR):
- 2009-2010: Élimination au 6e tour par Le Poiré-sur-Vie VF: 0-1
- 2010-2011: Élimination au 8e tour par Fontenay-le-Comte VF (CFA): 0-1. A battu au 7e tour le FC Bassin d'Arcachon: 2-0.
- 2011-2012: Élimination au 6e tour par Les Herbiers VF (CFA): 1-2
- 2013-2014: Élimination au 6e tour par le Luçon VF (N): 1-3
- 2018-2019: Elimination au 8e tour par le Chamois niortais (L2): 0-1
- 2019-2020: Elimination en 32ème de finales contre Angoulème CFC (N2): 1-3
- 2023-2024: Elimination en 32ème de finales contre le Rodez AF (L2): 0-4

## Logos

Logo de 2015 à 2019
Logo depuis 2019

## Personnalités du club

### Présidents
- 2000-déc. 2016 :  Denis Rousseau[4]
- Déc. 2016-oct. 2018 :  Denis Rousseau et Stéphane Laidin[5]
- Oct. 2018-:  Roland Rocher[6]

### Entraîneurs
- 2008-2012:  Olivier Pacreu
- Janv. 2012-2016:  Gérard Nicol[7]
- 2016-2020:  Guillaume Mauduit[8]
- 2020-2023:  David Ferreira[9]
- 2023-:  Nicolas Lemétayer[10]

### Anciens joueurs
- La personnalité la plus connue passée par le club est Ulrich Ramé[11]. Formé à Challans jusqu'à ses 17 ans il est ensuite parti au Angers SCO (1991-1997), aux Girondins de Bordeaux (1997-2011) et au CS Sedan Ardennes (2011-2013)[12]. Ancien gardien de but emblématique des Girondins, celui-ci a été élu deux fois meilleur gardien de D1, en plus de ses titres de champion de France 1999 et 2009. International français. Ses performances l'ont amené à porter le maillot de la sélection française à 12 reprises. Il remporte notamment le championnat d'Europe en 2000 et la Coupe des confédérations 2001.

D'autres personnalités du football français ont joué à Challans:
- Jean-Michel Fouché
- Romain Jacuzzi
- Bernard Lelong
- Jacques Pérais
- René Ruello
- Reinhold Jackstell (1962-1963), ancien joueur pro aux RC Lens, Angers SCO, Stade français dans les années 1950[13].

## Stade
Le club joue au stade Jean Léveillé.